# أنطوان كاستونجواي
أنطوان كاستونجواي هو سياسي كندي، ولد في 14 يونيو 1881 في Sainte-Hélène-de-Kamouraska ‏ في كندا، وتوفي في 11 مايو 1959 في شيكوتيمي في كندا. نشط حزبياً في Action libérale nationale ‏. وقد انتخب عضو الجمعية الوطنية في كيبك ‏ عن دائرة روبرفال ‏.